# 小鬼當家3
《小鬼當家3》（英語：Home Alone 3）是一部1997年上映的家庭喜劇片，由尊·曉治負責製片和編劇。該片是《小鬼當家》系列中的第三部，並且是首部不由麥考利·克金主演且不由克里斯·哥伦布導演的作品。此片由拉加·高斯内尔導演（並且是他的導演處女作），他還曾擔任過前兩部《小鬼當家》的剪輯工作。本片故事主角Alex Pruitt由艾力克斯·迪·林茲飾演，是一位獨自保衛家園不被壞人侵害的足智多謀的男孩。本片的續作《小鬼當家4》以電視電影的方式在2002年發行。

## 劇情
彼得·伯普雷、愛麗絲·麗邦斯，伯頓·杰尼根以及艾爾·安格是四名被通緝的效力於北韓恐怖組織的國際罪犯，盜得一枚價值一千萬美元的導彈匿蹤電腦晶片。他們將其藏在一個玩具遙控車內並通過了舊金山國際機場的安全檢查。但是，行李卻被弄混， 導致打算回到芝加哥的赫絲太太無意間錯拿了竊賊的裝有遙控玩具車的行李。四名竊賊隨即來到芝加哥並開始系統的在赫絲太太所住社區的挨家挨戶的尋找玩具遙控車。
八歲大的艾力克斯·普魯特從赫絲太太那裡獲得了遙控玩具車作為為其剷雪的報酬，但又因在其面前撓癢而被赫絲太太責罵。他回到家後注意到了額頭上的皰疹，撩起上衣後在前胸發現了更多的皰疹。因懷疑自己得了水痘，他向衛生間走去並脫掉一層層的衣服，到達衛生間後身上只剩下內衣褲。它脫去上衣後發現自己確實得了水痘，於是他便繼續脫下內褲並發現生殖器上亦長了皰疹，嚇得他大聲叫喊。他的父母聽到叫喊後急忙趕來並發現了他的病情，並決定讓他請假在家休養。在家期間，艾力克斯在玩望遠鏡時發現了正在一棟房屋里搜尋電腦晶片的伯普雷和其他三個人。芝加哥警察局接到艾力克斯的報警後立刻趕往尋找竊賊，但卻未能發現竊賊的蹤跡。由於未能取得警察和其他人的信任，最後，艾力克斯將一台攝影機綁在玩具遙控車上試圖拍下正挨家挨戶搜尋電腦晶片的竊賊的行跡。艾力克斯雖然最終成功拍到伯普雷，但是被伯普雷發現，並且在試圖控制玩具遙控車返回時被伯普雷取走錄影帶，使得艾力克斯獲取證據的努力撲空。為了明白為何竊賊在取得錄影帶後依然對玩具遙控車窮追不捨，艾力克斯將玩具車拆開並發現了被盜的電腦晶片。他隨即向當地的空軍招募中心報告了電腦晶片的信息，並要求他們向知情部門反應情況。
竊賊們發現了艾力克斯一直在監視他們於是決定要抓住他。這時芝加哥開始受到暴風雪的侵襲。竊賊們堵住了社區的出入口，同時愛麗絲用膠帶將赫絲太太綁到了車庫座椅上並且將車庫門保持打開狀態。這時的艾力克斯將家中布滿了陷阱，並打算和他的寵物鼠多利士，以及他哥哥的能言的寵物鸚鵡斯坦並肩作戰打敗盜賊。在多次努力和痛苦嘗試之後，竊賊們闖入了艾力克斯家中，並開始要抓住艾力克斯。艾里克斯誘導他們跑向閣樓後自己乘升降電梯逃至地下室，然後跑到後院呼喊愛麗絲、杰尼根以及安格讓他們來抓他。竊賊們注意到了艾力克斯以及樓下的彈翻床。杰尼根以及安格從樓上朝彈翻床跳下要去抓艾力克斯，不料彈翻床卻破開導致他們掉入冰池。愛麗絲在發現升降電梯後打算乘其前往樓下，但是卻順著滑道一直摔至地下室，原來是艾力克斯移除了電梯間的底板。艾力克斯隨後趕來解救赫絲太太，被伯普雷發現並被帶到角落里逼問。但是艾力克斯隨後用假手槍嚇跑了伯普雷。同時，接到空軍招募中心的信息的聯邦調查局的人員趕到了艾力克斯的姊姊和哥哥的學校。得知艾力克斯可能有危險後，他的家人將聯邦調查局的人員帶至家中並逮捕了愛麗絲、杰尼根以及安格。不過伯普雷這時躲進后園的雪碉中。鸚鵡這時驅玩具車趕到雪碉中並威脅伯普雷要點燃布置在牆壁上的煙花。伯普雷想用餅乾賄賂鸚鵡，但卻沒有滿足鸚鵡提出的兩塊餅乾的要求，因為他身上只有一塊。於是鸚鵡點燃了煙花。伯普雷亦被逮捕。
在電影結尾，艾力克斯和他的家人在正被重新裝修的家中慶祝他爸爸的歸來。赫絲太太在被救後和艾力克斯成為好朋友，並和聯邦調查局的人員以及警察一起來到艾力克斯家中。電影的最後鏡頭是盜賊們在警察局拍攝底案照片，並且看樣子是被艾力克斯傳染得了水痘。

## 演員
- 艾力克斯·迪·林茲 飾演 艾力克斯·普魯特 (Alex Pruitt)，一名八歲大的住在芝加哥郊區的高智商男孩
- Olek Krupa 飾演 彼得·伯普雷 (Peter Beaupre)，竊賊的頭目
- Rya Kihlstedt 飾演 愛麗絲·麗邦斯 (Alice Ribbons)，竊賊中的唯一一名女賊
- Lenny Von Dohlen 飾演 伯頓·杰尼根 (Burton Jernigan)，四名竊賊中的一員
- David Thornton（英语：David Thornton (actor)） 飾演 艾爾·安格 (Earl Unger)，四名竊賊中的一員
- Haviland Morris 飾演 克倫·普魯特 (Karen Pruitt)，艾力克斯的母親
- Kevin Kilner 飾演 杰克·普魯特 (Jack Pruitt)，艾力克斯的父親
- Marian Seldes 飾演 赫絲太太 (Mrs. Hess)，艾力克斯的年長鄰居
- Seth Smith 飾演 斯坦里·普魯特 (Stanley Pruitt)，艾力克斯的哥哥
- 史嘉蕾·喬韓森 飾演 莫莉·普魯特 (Molly Pruitt)，艾力克斯的姊姊
- Christopher Curry（英语：Christopher Curry (actor)） 飾演 FBI探員 斯塔基 (Stuckey)
- Baxter Harris 飾演 警長
- Neil Flynn 飾演 一名警員
- Darren T. Knauss 飾演 鸚鵡 (聲音演出)

## 制作
《小鬼當家3》和《小鬼當家2》曾一同被構思，並且計畫同時進行拍攝；但最終沒有實現。
在90年代中期拍攝《小鬼當家3》的想法再次被提出；原本計畫繼續由麥考利·克金扮演他青少年時的角色。但此時他已退出影壇。最終，決定拍攝一部圍繞新角色展開的全新的電影。電影主要是在紐約拍攝的，其中機場的場景分別拍攝於芝加哥奥黑尔国际机场的兩個不同的大廳。

## 原聲音樂
1. My Town - Cartoon Boyfriend
2. All I Wanted Was A Skateboard - Super Deluxe
3. I Want It All - Dance Hall Crashers
4. Almost Grown - Chuck Berry
5. School Day (Ring! Ring! Goes The Bell) - Chuck Berry
6. Bad Bad Leroy Brown - Jim Croce
7. Green Eyed Lady - Sugarloaf
8. Let It Snow, Let It Snow, Let It Snow - Dean Martin
9. Home Again - Oingo Boingo
10. Nite Prowler - The Deuce Coupes
11. Tall Cool One - The Wailers
12. Home Alone 3 Suite - Nick Glennie-Smith

## 評價
這部電影在全球獲得了$79,082,515美元的票房.

評論家對《小鬼當家3》的評價主要是負面的。 其在爛番茄和IMDB的新鮮度只有27%和4.3，並且獲得金酸莓獎的「最差续集或重拍电影奖」的提名。
芝加哥太陽報的罗杰·埃伯特給了這部電影3顆星的評價 (4星滿分)並且讚揚該片「新穎，十分搞笑，並且勝過前兩部」。

## 小說化
由Todd Strasser根據該片劇本改編的小說在1997年經Scholastic配合電影發行出版。 ISBN 0-590-95712-0
小說中的故事描寫從四個竊賊彼得·伯普雷、愛麗絲·麗邦斯，伯頓·杰尼根以及艾爾·安格在出租車站等出租車的場景開始。

## 家庭錄影帶
《小鬼當家3》的VHS錄影帶和LD鐳射影碟於1990年代末發行，DVD發行於1999年，同版本DVD於2007年12月被重新發行。 (在2008年又發布於《小鬼當家》合集 中)。雖然DVD中展現的是寬螢幕(1.85:1)的畫面，但實際採用的是非變形4:3的格式。

## 引用
1. ↑  . Box Office Mojo.   [2014-02-10]. （原始内容存档于2018-11-07）.
2. ↑  . Rotten Tomatoes. Flixster.   [2014-02-10]. （原始内容存档于2020-09-22）.
3. ↑  Roger Ebert Review - Home Alone 3 （页面存档备份，存于） Retrieved April 5, 2013